# Saint-Louis-de-Blandford
Saint-Louis-de-Blandford är en kommun i provinsen Québec i Kanada. Den ligger i regionen Centre-du-Québec, i den sydöstra delen av landet, 300 km öster om huvudstaden Ottawa. Antalet invånare var 1 076 vid folkräkningen 2021. Arean är 104 kvadratkilometer. Kommunen bildades 1855 och är huvudsakligen franskspråkig.
Området har en hög koncentration av tranbärsodlingar och sommarstugor. Kommunen genomkorsas av Autoroute 20, en större motorväg som ingår i Trans-Canada Highway.